# Lista över medaljörer vid olympiska vinterspelen 1998
Detta är en lista över vinnare av medaljer i olympiska vinterspelen 1998. OS 1998 hölls i Nagano, Japan. Det finns även en lista över den nationella medaljfördelning vid olympiska vinterspelen 1998.

## Alpin skidåkning

### Herrar
| Gren        | Guld                         | Silver                         | Brons                          |
| Slalom      | Hans Petter Buraas · Norge   | Ole Kristian Furuseth · Norge  | Thomas Sykora · Österrike      |
| Storslalom  | Hermann Maier · Österrike    | Stephan Eberharter · Österrike | Michael von Grünigen · Schweiz |
| Super-G     | Hermann Maier · Österrike    | Didier Cuche · Schweiz         | Hans Knauss · Österrike        |
| Störtlopp   | Jean-Luc Crétier · Frankrike | Lasse Kjus · Norge             | Hannes Trinkl · Österrike      |
| Kombination | Mario Reiter · Österrike     | Lasse Kjus · Norge             | Christian Mayer · Österrike    |

### Damer
| Gren        | Guld                         | Silver                            | Brons                             |
| Slalom      | Hilde Gerg · Tyskland        | Deborah Compagnoni · Italien      | Zali Steggall · Australien        |
| Storslalom  | Deborah Compagnoni · Italien | Alexandra Meissnitzer · Österrike | Katja Seizinger · Tyskland        |
| Super-G     | Picabo Street · USA          | Michaela Dorfmeister · Österrike  | Alexandra Meissnitzer · Österrike |
| Störtlopp   | Katja Seizinger · Tyskland   | Pernilla Wiberg · Sverige         | Florence Masnada · Frankrike      |
| Kombination | Katja Seizinger · Tyskland   | Martina Ertl · Tyskland           | Hilde Gerg · Tyskland             |

## Backhoppning
| Gren                    | Guld                                                                       | Silver                                                                     | Brons                                                                                          |
| Backhoppning, K90       | Jani Soininen · Finland                                                    | Kazuyoshi Funaki · Japan                                                   | Andreas Widhölzl · Österrike                                                                   |
| Backhoppning, K120      | Kazuyoshi Funaki · Japan                                                   | Jani Soininen · Finland                                                    | Masahiko Harada · Japan                                                                        |
| Backhoppning, K120, lag | Japan · Takanobu Okabe · Hiroya Saitō · Kazuyoshi Funaki · Masahiko Harada | Tyskland · Sven Hannawald · Martin Schmitt · Hansjörg Jäkle · Dieter Thoma | Österrike · Reinhard Schwarzenberger · Martin Höllwarth · Stefan Horngacher · Andreas Widhölzl |

## Bob
| Gren      | Guld                                                                         | Silver                                                               | Brons |
| 2-mansbob | Italien · Günther Huber · Antonio Tartaglia                                  | Kanada · Pierre Lueders · David MacEachern                           | Tyskland · Christoph Langen · Markus Zimmermann |
| 4-mansbob | Tyskland · Christoph Langen · Markus Zimmermann · Marco Jakobs · Olaf Hampel | Schweiz · Marcel Rohner · Markus Nüssli · Markus Wasser · Beat Seitz | Frankrike · Bruno Mingeon · Emmanuel Hostache · Eric Le Chanony · Max Robert Storbritannien · Sean Olsson · Dean Ward · Courtney Rumbolt · Paul Attwood |

## Curling
| Gren   | Guld                                                                               | Silver                                                                          | Brons                                                                                        |
| Herrar | Daniel Müller Diego Perren Dominic Andres Patrick Hürlimann Patrik Lörtscher (SUI) | Collin Mitchell Paul Savage Mike Harris Richard Hart George Karrys (CAN)        | Eigil Ramsfjell Jan Thoresen Stig-Arne Gunnestad Tore Torvbråten Anthon Grimsmo (NOR)        |
| Damer  | Jan Betker Atina Ford Marcia Gudereit, Joan McCusker Sandra Schmirler (CAN)        | Jane Bidstrup Dorthe Holm Helena Blach Lavrsen Margit Pörtner Trine Qvist (DEN) | Elisabet Gustafson Margaretha Lindahl Louise Marmont Katarina Nyberg Elisabeth Persson (SWE) |

## Freestyle

### Herrar
| Gren       | Guld                | Silver                        | Brons                           |
| Puckelpist | Jonny Moseley · USA | Janne Lahtela · Finland       | Sami Mustonen · Finland         |
| Hopp       | Eric Bergoust · USA | Sébastien Foucras · Frankrike | Dzmitryj Dasjtjynski · Ryssland |

### Damer
| Gren       | Guld               | Silver                         | Brons                   |
| Puckelpist | Tae Satoya · Japan | Tatjana Mittermayer · Tyskland | Kari Traa · Norge       |
| Hopp       | Nikki Stone · USA  | Xu Nannan · Kina               | Colette Brand · Schweiz |

## Ishockey
| Gren   | Guld | Silver | Brons |
| Herrar | Tjeckien Josef Beranek Jan Caloun Roman Cechmanek Jiri Dopita Roman Hamrlik Dominik Hasek Milan Hejduk Jaromir Jagr Frantisek Kucera Robert Lang David Moravec Pavel Patera Libor Prochazka Martin Prochazka Robert Reichel Martin Rucinsky Validimir Ruzicka-C Jiri Slegr Richard Smehlik Jaroslav Spacek Martin Straka Petr Svoboda | Ryssland Pavel Bure-C Valerij Bure Michail Sjtalenkov Aleksej Gusarov Aleksej Jasjin Dmitri Jusjkevitj Aleksej Zjamnov Aleksej Zjitnik Valerij Kamenskij Darius Kasparaitis Andrej Kovalenko Igor Kravtjuk Sergej Krivokrasov Boris Mironov Dmitri Mironov Aleksej Morozov Sergej Nemtjinov German Titov Andrej Trefilov Oleg Sjevtsov Sergej Gontjar Sergej Fjodorov Valerij Zelepukin | Finland Teemu Selanne Aki-Petteri Berg Tomas Groenman Raimo Helminen Sami Kapanen Saku Koivu-C Jari Kurri Janne Laukkanen Jere Lehtinen Juha Lind Jyrki Lumme Jarmo Myllys Mika Nieminen Janne Niinimaa Teppo Numminen Ville Peltonen Kimmo Rintanen Ari Sulander Jukka Tammi Esa Tikkanen Kimmo Timonen Antti Toermaenen Juha Ylonen |
| Damer  | USA Chris Bailey Laurie Baker Alana Blahoski Lisa Brown-Miller Karyn Bye Colleen Coyne Sara Decosta Tricia Dunn-Luoma Cammi Granato Katie King Shelley Looney Sue Merz Allison Mleczko Tara Mounsey Vicki Movsessian Angela Ruggiero Jenny Potter Jen Schmidgall Sarah Tueting Gretchen Ulion Sandra Whyte                            | Kanada Jennifer Botterill Thérèse Brisson Cassie Campbell Judy Diduck Nancy Drolet Lori Dupuis Danielle Goyette Geraldine Heaney Jayna Hefford Becky Kellar Kathy McCormack Karen Nystrom Lesley Reddon Manon Rhéaume France St-Louis Laura Schuler Fiona Lesley Smith Vicky Sunohara Hayley Wickenheiser Stacy Wilson                                                                  | Finland Sari Fisk Kirsi Hänninen Satu Huotari Marianne Ihalainen Johanna Ikonen Sari Krooks Emma Laaksonen Sanna Lankosaari Katja Lehto Marika Lehtimäki Riikka Nieminen Marja-Helena Pälvilä Tuula Puputti Karoliina Rantamäki Tiia Reima Katja Riipi Päivi Salo Maria Selin Liisa-Maria Sneck Petra Vaarakallio                     |

## Konståkning
| Gren      | Guld                                          | Silver                                            | Brons                                          |
| Herrar    | Ilja Kulik · Ryssland                         | Elvis Stojko · Kanada                             | Philippe Candeloro · Frankrike                 |
| Damer     | Tara Lipinski · USA                           | Michelle Kwan · USA                               | Chen Lu · Kina                                 |
| Paråkning | Oksana Kasakova · Artur Dimitrijev · Ryssland | Jelena Beresjnaja · Anton Sicharulidse · Ryssland | Mandy Wötzel · Ingo Steuer · Tyskland          |
| Isdans    | Oksana Grisjtjuk · Jevgenij Platov · Ryssland | Ansjelika Krylova · Oleg Ovsiannikov · Ryssland   | Marina Anissina · Gwendal Peizerat · Frankrike |

## Längdskidåkning

### Herrar
| Gren              | Guld                                                                    | Silver                                                                 | Brons                                                                  |
| 10 km K           | Bjørn Dæhlie · Norge                                                    | Markus Gandler · Österrike                                             | Mika Myllylä · Finland                                                 |
| 30 km K           | Mika Myllylä · Finland                                                  | Erling Jevne · Norge                                                   | Silvio Fauner · Italien                                                |
| 50 km F           | Bjørn Dæhlie · Norge                                                    | Niklas Jonsson · Sverige                                               | Christian Hoffmann · Österrike                                         |
| 15 km Jaktstart F | Thomas Alsgaard · Norge                                                 | Bjørn Dæhlie · Norge                                                   | Vladimir Smirnov · Kazakstan                                           |
| Stafett 4 x 10 km | Norge · Sture Sivertsen · Erling Jevne · Bjørn Dæhlie · Thomas Alsgaard | Italien · Marco Albarello · Fulvio Valbusa · Fabio Maj · Silvio Fauner | Finland · Harri Kirvesniemi · Mika Myllylä · Sami Repo · Jari Isometsä |

### Damer
| Gren              | Guld                                                                       | Silver                                                              | Brons                                                                              |
| 5 km K            | Larisa Lazutina · Ryssland                                                 | Kateřina Neumannová · Tjeckien                                      | Bente Skari · Norge                                                                |
| 15 km K           | Olga Danilova · Ryssland                                                   | Larisa Lazutina · Ryssland                                          | Anita Moen · Norge                                                                 |
| 30 km F           | Julia Tjepalova · Ryssland                                                 | Stefania Belmondo · Italien                                         | Larisa Lazutina · Ryssland                                                         |
| 10 km Jaktstart F | Larisa Lazutina · Ryssland                                                 | Olga Danilova · Ryssland                                            | Kateřina Neumannová · Tjeckien                                                     |
| Stafett 4 x 5 km  | Ryssland · Nina Gavriljuk · Olga Danilova · Jelena Välbe · Larisa Lazutina | Norge · Bente Skari · Marit Mikkelsplass · Elin Nilsen · Anita Moen | Italien · Karin Moroder · Gabriella Paruzzi · Manuela Di Centa · Stefania Belmondo |

## Nordisk kombination
| Gren        | Guld                                                                              | Silver                                                                   | Brons                                                                   |
| Individuell | Bjarte Engen Vik · Norge                                                          | Samppa Lajunen · Finland                                                 | Valerij Stoljarov · Ryssland                                            |
| Lag         | Norge · Halldor Skard · Kenneth Braathen · Fred Børre Lundberg · Bjarte Engen Vik | Finland · Samppa Lajunen · Jari Mantila · Tapio Nurmela · Hannu Manninen | Frankrike · Sylvain Guillaume · Nicola Bal · Ludovic Roux · Fabrice Guy |

## Rodel
| Gren           | Guld                                    | Silver                           | Brons                               |
| Singel, herrar | Georg Hackl · Tyskland                  | Armin Zöggeler · Italien         | Jens Müller · Tyskland              |
| Par            | Stefan Krausse & Jan Berendt · Tyskland | Chris Thorpe & Gordy Sheer · USA | Mark Grimmette & Brian Martin · USA |
| Singel, damer  | Silke Kraushaar · Tyskland              | Barbara Niedernhuber · Tyskland  | Angelika Neuner · Österrike         |

## Shorttrack

### Herrar
| Gren            | Guld                       | Silver           | Brons                   |
| 500 m           | Takafumi Tishitani · Japan | Yulong An · Kina | Hitoshi Uematsu · Japan |
| 1 000 m         | Dong-Sung Kim · Sydkorea   | Jiajun Li · Kina | Eric Bedard · Kanada    |
| Stafett 5 000 m | Kanada                     | Sydkorea         | Kina                    |

### Damer
| Gren            | Guld                      | Silver           | Brons                     |
| 500 m           | Annie Perreault · Kanada  | Yang Yang · Kina | Lee-kyung Chun · Sydkorea |
| 1 000 m         | Lee-kyung Chun · Sydkorea | Yang Yang · Kina | Hye-Kyung Wang · Sydkorea |
| Stafett 3 000 m | Sydkorea                  | Kina             | Kanada                    |

## Skidskytte

### Herrar
| Gren               | Guld                                                              | Silver                                                                           | Brons                                                                           |
| 10 km              | Ole Einar Bjørndalen · Norge                                      | Frode Andresen · Norge                                                           | Ville Räikkönen · Finland                                                       |
| 20 km              | Halvard Hanevold · Norge                                          | Pier Alberto Carrara · Italien                                                   | Aleksej Ajdarov · Vitryssland                                                   |
| Stafett 4 x 7,5 km | Tyskland · Ricco Gross · Peter Sendel · Sven Fischer · Frank Luck | Norge · Egil Gjelland · Halvard Hanevold · Dag Bjørndalen · Ole Einar Bjørndalen | Ryssland · Pavel Muslimov · Vladimir Dratjov · Sergej Tarasov · Viktor Majgurov |

### Damer
| Gren       | Guld                                                                       | Silver                                                                   | Brons                                                                                      |
| 7,5 km     | Galina Kukleva · Ryssland                                                  | Uschi Disl · Tyskland                                                    | Katrin Apel · Tyskland                                                                     |
| 15 km      | Jekaterina Dafovska · Bulgarien                                            | Jelena Petrova · Ryssland                                                | Uschi Disl · Tyskland                                                                      |
| 4 x 7,5 km | Tyskland · Uschi Disl · Martina Zellner · Katrin Apel · Petra Schaaf-Behle | Ryssland · Olga Melnik · Galina Kukleva · Albina Achatova · Olga Romasko | Norge · Ann Elen Skelbreid · Annette Sikveland · Gunn Margit Andreassen · Liv Grete Poirée |

## Skridsko

### Herrar
| Gren      | Guld                         | Silver                        | Brons                         |
| 2 x 500 m | Hiroyasu Shimizu · Japan     | Jeremy Wotherspoon · Kanada   | Kevin Overland · Kanada       |
| 1 000 m   | Ids Postma · Nederländerna   | Jan Bos · Nederländerna       | Hiroyasu Shimizu · Japan      |
| 1 500 m   | Ådne Søndrål · Norge         | Ids Postma · Nederländerna    | Rintje Ritsma · Nederländerna |
| 5 000 m   | Gianni Romme · Nederländerna | Rintje Ritsma · Nederländerna | Bart Veldkamp · Belgien       |
| 10 000 m  | Gianni Romme · Nederländerna | Bob de Jong · Nederländerna   | Rintje Ritsma · Nederländerna |

### Damer
| Gren      | Guld                            | Silver                       | Brons                           |
| 2 x 500 m | Catriona Le May Doan · Kanada   | Susan Auch · Kanada          | Tomomi Okazaki · Japan          |
| 1 000 m   | Marianne Timmer · Nederländerna | Chris Witty · USA            | Catriona Le May Doan · Kanada   |
| 1 500 m   | Marianne Timmer · Nederländerna | Gunda Niemann · Tyskland     | Chris Witty · USA               |
| 3 000 m   | Gunda Niemann · Tyskland        | Claudia Pechstein · Tyskland | Anni Friesinger · Tyskland      |
| 5 000 m   | Claudia Pechstein · Tyskland    | Gunda Niemann · Tyskland     | Ljudmila Prokasjeva · Kazakstan |